# Константин Г. Стере

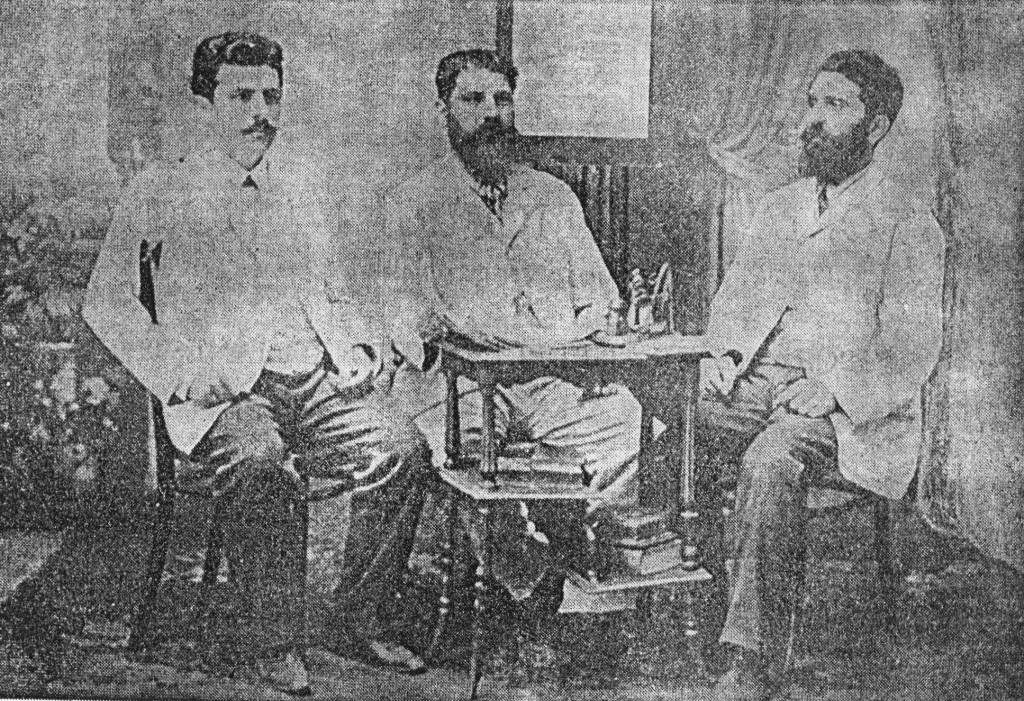

Константин Г. Стере (молд. Constantin G. Store, або Constantin Stere, *1 червня 1865, Городище, Сороцький повіт, Бессарабська область — †26 червня 1936, с. Буків, Прахова, Румунія) — молдавський і румунський письменник, публіцист, політик і державний діяч.

## Біографія
Народився 1 червня 1865 в селі Городище Сорокського повіту Бессарабської області в родині Ґеорґе (або Йоргу) і Пулкеріі Стере.
До 8 років жив в Чіріпкеу. Навчався в Кишиневі, де брав активну участь у революційному русі народників. Входив у підпільний осередок, пов'язаний з «Народною волею».
Вперше був арештований в 1883, провів кілька років в ув'язненні в Одесі. З 1885 по кінець 1891 — початок 1892 провів на каторзі в Сибіру.
Повернувся в Бессарабію, потім поїхав до Румунії, де включився в громадське та політичне життя. Був противником марксизму. Заснував рух попоранізму — румунський аналог народництва. У 1918 був членом Сфатул Церій, де виступав за приєднання Бессарабії до Румунії. Був одним із засновників румунської Національної Царанистської Партії, членом румунського парламенту. У 1930 румунська влада звинувачує його у зраді Батьківщини на підставі того, що при окупації Бухареста німецькими військами під час Першої світової війни він нібито співпрацював з німцями, і садять до в'язниці. Потім він був відсторонений від політичного життя країни.
Стере був відомий як блискучий публіцист, а в кінці життя прославився і як письменник, створивши багатотомний роман «Напередодні революції», сюжет якого розгортається в Російській імперії кінця XIX — початку XX століття.
Помер 1 червня 1865 в Городищі, Сороцького повіту, Бессарабської області.

## Пам'ять
- У селі Черепково Флорештського району Молдови відкритий будинок-музей письменника.
- У Кишиневі його ім'ям названа колишня вулиця Фізкультурників.
- У 1991 на Алеї Класиків було встановлене погруддя Константина Г. Стере (скульптор Г. Дубровін).
- У Кишиневі його ім'ям названо Університет Політичних і Економічних Європейських Знань ім. Константина Стере.
- Планується встановити погруддя в Кишиневі.
- У 2020 році відкрито погруддя в Резина (Молдова). Автор молдавський скульптор В'ячеслав Жиглицький[4].

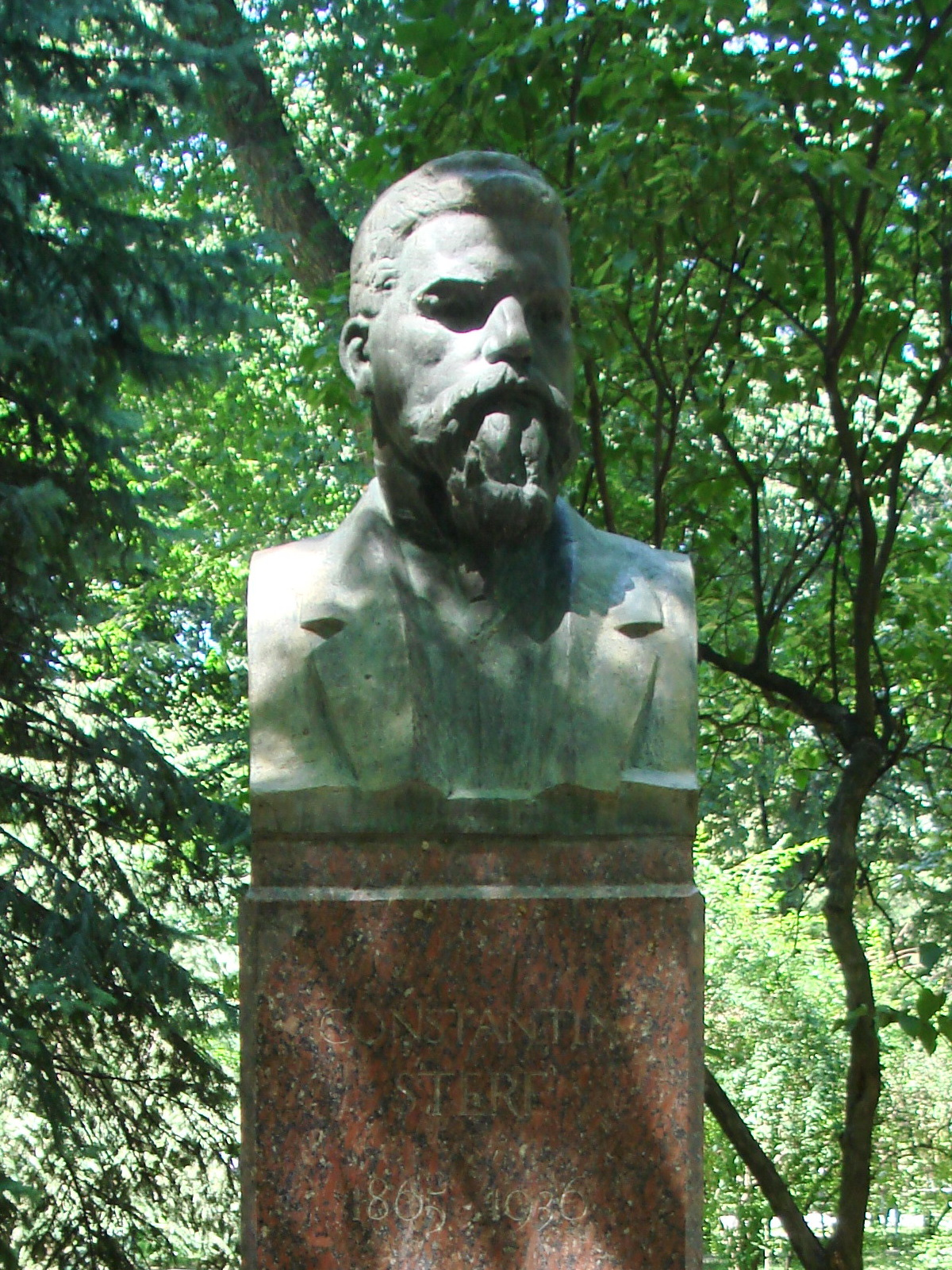
Погруддя в Алеї Класиків
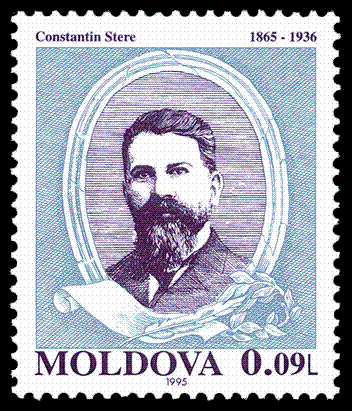
Поштова марка Молдови, 1995